# Josué Ayala
Josué Daniel Ayala (Buenos Aires, 30 de mayo de 1988) es un futbolista argentino. Juega de arquero y su actual equipo es Racing de Olavarria.

## Trayectoria

### Boca Juniors
Ayala inició su carrera deportiva en el Club Atlético Boca Juniors, donde realizó sus divisiones inferiores. Tras la partida del arquero Aldo Bobadilla, logró ascender como cuarto arquero, detrás de Mauricio Caranta, Pablo Migliore y Javier Hernán García. Luego, ascendió al puesto de tercer arquero tras la partida de Pablo Migliore a Racing Club. 
A pesar de no haber debutado oficialmente como titular en el club xeneize, obtuvo su primer título internacional al ganar la Recopa Sudamericana, luego de derrotar globalmente (3-1, 2-2) a Arsenal de Sarandí. En esos partidos, ocupaba un lugar entre los citados de la lista de buena fe del equipo. Fue el arquero suplente de Boca Juniors, por decisión del entrenador Carlos Ischia, luego de la baja producción del habitual titular Mauricio Caranta.
El 17 de marzo de 2008, Ayala sufrió un accidente viajando desde el club hacia su casa acompañado por su compañero Pablo Migliore. Afortunadamente, este accidente no tuvo consecuencias físicas de gravedad para ambos arqueros.
El 23 de diciembre de 2008 debutó en primera durante la final del torneo Torneo Apertura 2008 jugada ante Tigre reemplazando a Javier García durante el segundo tiempo. En dicho partido Boca se coronó campeón a pesar de caer 1-0. Un año después, el 23 de diciembre del 2009, fue asaltado y apuñalado en su casa. Afortunadamente, el cuchillo solo atravesó tejido muscular, evitando una gran tragedia.
Volvió a vestir el buzo de Boca el día 8 de abril de 2010 ante Colón de Santa Fe. En esa ocasión, el conjunto xeneize cayó 3-0. Lamentablemente para él, la titularidad le duró sólo esa jornada: un día más tarde, Roberto Pompei asumía como nuevo DT tras la renuncia de Abel Alves y nuevamente insertó a García como guardameta titular.

### Independiente Rivadavia de Mendoza
A mediados de 2010, pasó a préstamo a Independiente Rivadavia de Mendoza. El 26 de junio de 2011 juega la promoción ante Defensores de Belgrano y gracias a una actuación providencial de Josue Ayala, logran mantener la categoría por un año más. En 2012 fue comprado el pase que pertenecía a Boca Juniors por el CSIR.

### Atlético Tucumán
En 2015 firma para Atlético Tucumán donde el 8 de noviembre de 2015 consigue el ascenso a Primera División jugando un partido frente a Boca Unidos en el empate 0-0. Su segundo partido fue ante su exequipo, Boca Juniors, en la histórica victoria de Atlético 1-0 en La Bombonera. Siguió haciendo historia al reemplazar a Cristian Lucchetti en el partido frente a Independiente en la victoria 2-0 "decana" en el Estadio Libertadores de América. Justamente jugó su segundo partido consecutivo frente a Boca Juniors en el cual recibió sus primeros goles en el club tucumano en el empate 2 a 2. Siguió siendo titular en el partido siguiente en la derrota 2-1 de su equipo frente a Olimpo de Bahía Blanca. Uno de sus partidos más regulares fue ante Belgrano de Córdoba en el empate 0 a 0.

### Temperley
El sábado 18 de noviembre de 2017 en el duelo Banfield Vs Temperley tiene una gran actuación logrando ser el mejor jugador de la fecha. Terminaría esa misma temporada, siendo seleccionado como uno de los tres mejores arqueros de la Liga Argentina 2017/2018

### Rosario Central
En 2018, conforma parte del plantel campeón de Rosario Central que obtuvo la Copa Argentina.

### Sarmiento de Junín
En 2022 fue nuevo refuerzo de Sarmiento.

### Deportivo Morón
En 2023 firmó un contrato con deportivo Morón.

### Crucero del Norte
En 2024 se sumó al equipo misionero para afrontar el Torneo Federal A 2024.

## Clubes
| Club                              | País      | Año       |
| --------------------------------- | --------- | --------- |
| Boca Juniors                      | Argentina | 2007-2010 |
| Independiente Rivadavia           | Argentina | 2010-2014 |
| Atlético Tucumán                  | Argentina | 2015-2017 |
| Temperley                         | Argentina | 2017-2018 |
| Rosario Central                   | Argentina | 2018-2021 |
| Sarmiento de Junín                | Argentina | 2022-2022 |
| Deportivo Morón                   | Argentina | 2023      |
| Crucero del Norte                 | Argentina | 2024      |
| Racing Athletic Club de Olavarria | Argentina | 2024-Act. |

## Palmarés

### Campeonatos nacionales
| Título                           | Club             | País      | Año    |
| -------------------------------- | ---------------- | --------- | ------ |
| Primera División                 | Boca Juniors     | Argentina | A-2008 |
| Campeonato de Primera B Nacional | Atlético Tucumán | Argentina | 2015   |
| Copa Argentina                   | Rosario Central  | Argentina | 2018   |

### Campeonatos internacionales
| Título              | Club         | Sede         | Año  |
| ------------------- | ------------ | ------------ | ---- |
| Recopa Sudamericana | Boca Juniors | Buenos Aires | 2008 |